# Дерек Нидам
Дерек Нидам (енгл. Derek Needham; Долтон, Илиноис, 20. октобар 1990) амерички је кошаркаш. Игра на позицији плејмејкера, а тренутно наступа за Бурсаспор. Као натурализовани кошаркаш је наступао за репрезентацију Црне Горе.

## Каријера
Нидам је од 2009. до 2013. године похађао Универзитет Ферфилд. За Ферфилд стегсе уписао је 131 наступ, а просечно је по утакмици бележио 14,3 поена, 3,1 скокова, 4,1 асистенција и 1,5 украдену лопту. На НБА драфту 2013. није изабран, па је одлучио да професионалну каријеру започне у Европи.
У сезони 2013/14. бранио је боје Шјауљаја и био је део састава који је овом клубу донео прву титулу у регионалној Балтичкој лиги.
Сезону 2014/15. провео је у дресу Химика. Химик је у тој сезони по први пут освојио украјинско првенство, а на путу до трофеја није изгубио ниједан од 36 одиграних мечева. У јуну 2015. године потписао је за Левен Брауншвајг. Почетком маја 2016. године појачао је Ређану за плеј-оф италијанске Серије А. И сезону 2016/17. одиграо је у клубу из Ређо Емилије. Дана 12. јула 2017. године потписао је за Морнар из Бара. Био је део састава који је у сезони 2017/18. овом клубу донео прву титулу у црногорском првенству. Дана 20. јула 2018. године постао је играч Монака да би у марту 2019. прешао у екипу Ритаса до краја сезоне. Од 2019. до 2021. је поново играо за Морнар из Бара.

## Успеси

### Клупски
- Шјауљај:
  - Балтичка лига (1): 2013/14.
- Химик:
  - Првенство Украјине (1): 2014/15.
- Морнар Бар:
  - Првенство Црне Горе (1): 2017/18.

### Појединачни
- Идеални тим Еврокупа — прва постава (1): 2021/22.